# Christoph Hafer
Christoph Hafer (* 14. April 1992 in Bad Aibling) ist ein deutscher Bobsportler auf der Position des Piloten.

## Sportliche Karriere
Christoph Hafer begann im Alter von neun Jahren mit dem Kunstbahn-Rodelsport in Königssee. 2010 wechselte er zum Bobsport, seit 2014 gehört er dem deutschen Förderkader an. Hafer startet für den BC Bad Feilnbach und Eintracht Wiesbaden. Er wird von Thomas Prange trainiert. Seit 2014 ist er in der Spitzensportförderung bei der Bayerischen Polizei.

### International
Sein internationales Debüt gab Hafer mit seinen Anschiebern Steffen Heerlein, Nico Schuster und Felix Kronowetter im Februar 2011 in St. Moritz im Europacup, wo er in zwei aufeinander folgenden Viererbob-Rennen jeweils 16. wurde. Danach dauerte es fast vier Jahre, bis Hafer erneut international als Bobfahrer zum Einsatz kam. In La Plagne fuhr er im Zweierbob mit Paul Krenz im Dezember 2014 auf den fünften Rang und ließ dabei unter anderem Johannes Lochner, Manuel Machata und Benjamin Maier hinter sich. Von da an startete Hafer regelmäßig im Europacup. Auf seiner Heimbahn fuhr er als Zweitplatzierter hinter Lochner zu seinem ersten Podium in der Rennserie. Einstellige Ergebnisse waren der Normalfall, Podiumsplatzierungen kamen immer wieder vor. Bei den Junioren-Weltmeisterschaften 2015 in Altenberg gewann er mit Krenz hinter Richard Oelsner und Eric Franke im Zweierbob die Silbermedaille, mit Marc Rademacher, Michael Salzer und Jakob-Kilian Trenkler gewann er den Titel im großen Bob. Durch den Titelgewinn qualifizierte sich Hafer auch für die Bob-Weltmeisterschaft 2015 in Winterberg und belegte dort den 15. Platz.

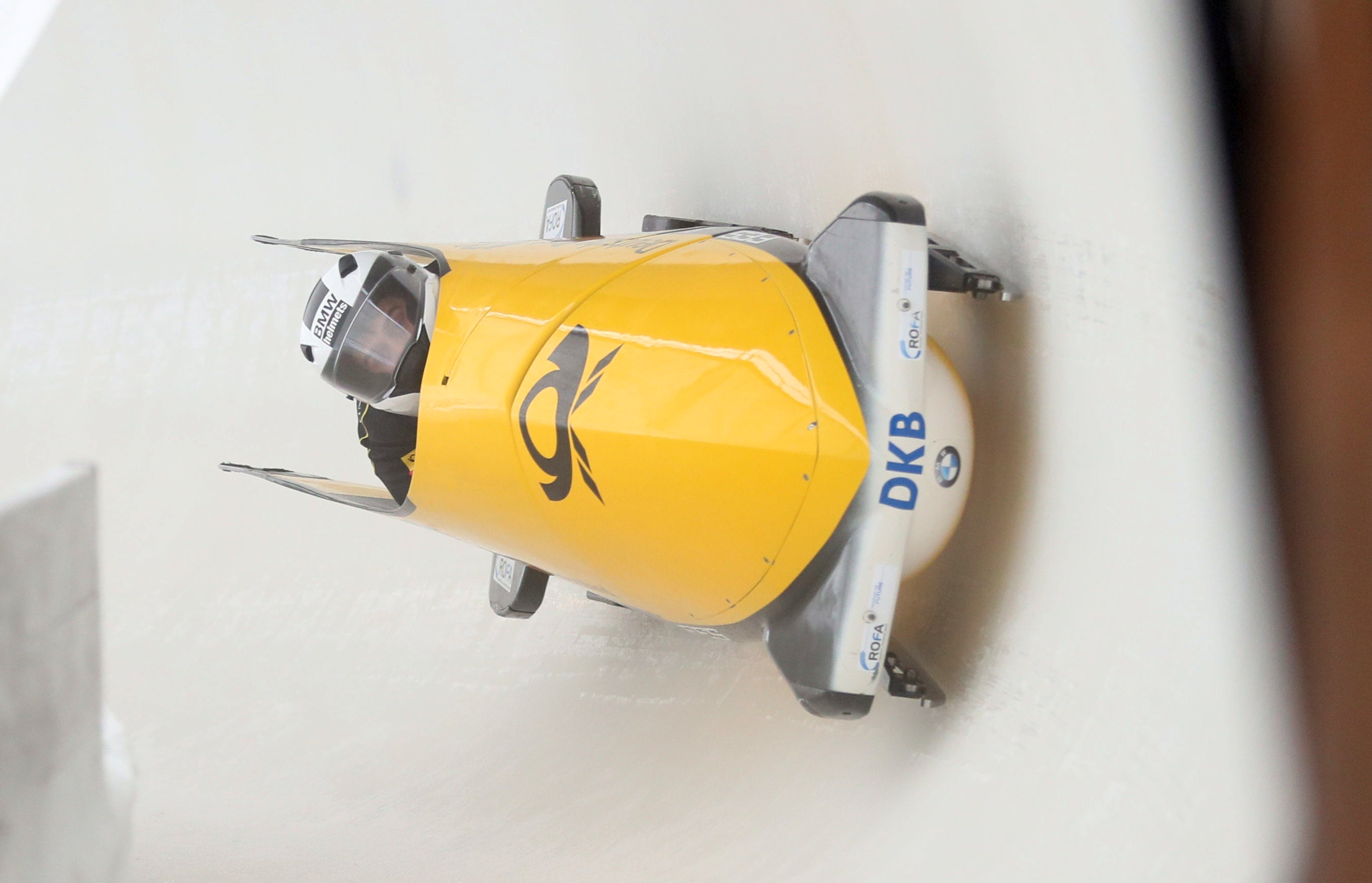
Bobteam Hafer während der BSD-Trainingswoche, Oktober 2018 in Altenberg

Die Saison 2015/16 verlief überaus erfolgreich. Häufig erreichte Hafer mit seinem Bob Podiumsplatzierungen. Sehr oft handelte es sich um zweite Plätze, gewöhnlich hinter Johannes Lochner, der die Rennserie dominierte. Bei den Juniorenweltmeisterschaften 2016 in Winterberg gewann er – nun mit Marc Rademacher – erneut die Silbermedaille im Zweierbob. Den Titel im Viererbob konnte er als Fünfter nicht verteidigen. In beiden Bobschlitten konnte er am Ende der Saison dritte Ränge in der Gesamtwertung belegen. Im Dezember 2016 konnte Hafer in Königssee mit Paul Krenz, Tobias Schneider und Christian Hammers zum ersten Mal ein Rennen im Europacup gewinnen. Bei den Juniorenweltmeisterschaften 2017 in Winterberg vertauschte Hafer seine Platzierungen aus dem Vorjahr und wurde mit Krenz Fünfter im Zweier- und mit Krenz, Salzer und Markus Reichle Zweiter im Viererbob. In den Gesamtwertungen des Europacup kam er in beiden Wertungen auf vierte Ränge. Der endgültige Durchbruch gelang ihm in der Saison 2017/18. Er gewann fünf Saisonrennen im Europacup und in beiden Schlitten die EC-Cup-Gesamtwertungen. Zudem gewann Hafer mit seinen Bobs beide Silbermedaillen bei den Juniorenweltmeisterschaften 2018 in St. Moritz, im Zweier mit Tobias Schneider hinter Richard Oelsner, im Vierer mit Schneider, Salzer und Sebastian Mrowka hinter dem Bob von Pilot Pablo Nolte.

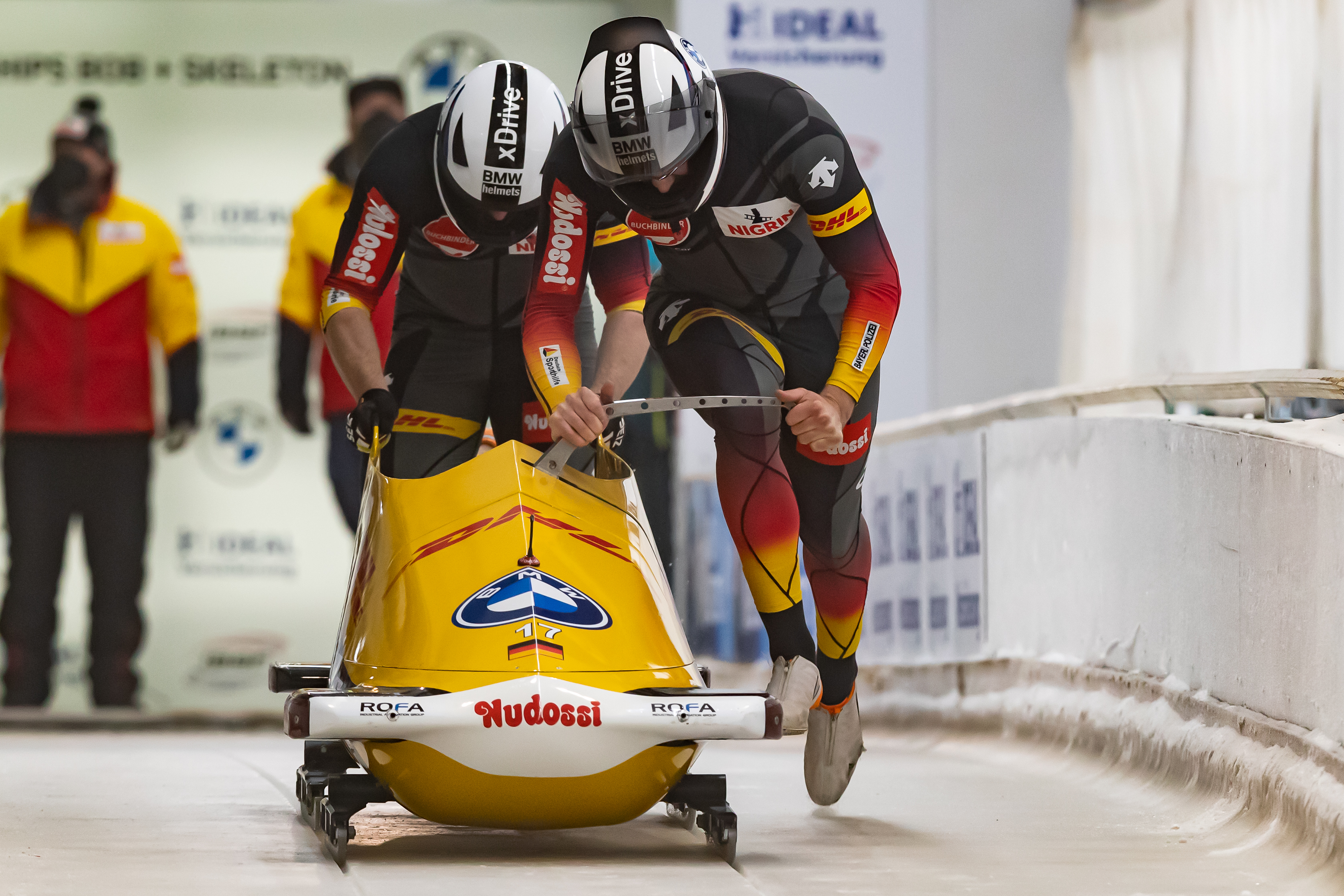
Hafer/Hammers bei den Weltmeisterschaften 2021

Im Dezember 2018 debütierte Hafer in Sigulda in zwei Rennen im Weltcup. Nachdem er bei seinem ersten Rennen mit Issam Ammour Siebter geworden war, fuhr er mit Schneider einen Tag später bei einem weiteren Zweierbob-Rennen als Drittplatzierter erstmals auf das Weltcup-Podium. Danach folgten fünf Siege in sechs Rennen im Europacup, unterbrochen von einem weiteren Einsatz im Weltcup in Igls, bei dem er mit Matthias Sommer Sechster wurde. Seitdem startete Hafer regelmäßig im Weltcup. Dabei platzierte er sich zunächst meist in der Nähe der Podestplätze, ohne diese zu erreichen, verpasste aber auch selten einstellige Platzierungen. Bei den Europameisterschaften 2020 in Sigulda gewann er mit Christian Hammers hinter Oskars Ķibermanis und Simon Friedli die Bronzemedaille und war damit bester Deutscher. Die Europameisterschaften 2021 verliefen nicht wie erhofft, Hafer wurde mit Kevin Korona, Christian Hammers und Philipp Wobeto Fünfter im Vierer sowie mit Korona Siebter im Zweier. Ähnliche Platzierungen erreichte er bei den Weltmeisterschaften 2021 in Altenberg. Bei einem deutschen Dreifachsieg im Zweierbob durch die Piloten Francesco Friedrich, Lochner und Hans Peter Hannighofer fuhr Hafer mit Hammers nur auf Platz sieben, im Viererbob kam er mit Korona, Hammers und Wobeto auf Platz sechs.
Die Olympiasaison 2021/22 begann für Hafer mit unerfreulichen Plätzen 15 und 18 im Zweier- und Viererbob in Igls. Bei den nächsten Rennen in Igls, Altenberg und Winterberg platzierte er sich auf den für ihn üblichen Rängen vier bis acht. Im Dezember 2017 verpasste er mit Ammour nur knapp gegen den zu der Zeit nahezu unschlagbaren Francesco Friedrich im Zweierbob-Wettbewerb in Altenberg seinen ersten Sieg im Weltcup und wurde Zweiter. Nach einem neunten Platz im Vierer von Altenberg folgten im Januar 2022 drei zehnte Ränge in den nächsten vier Rennen von Sigulda und Winterberg. Bei den letzten vorolympischen Rennen in St. Moritz konnte Hafer seine Leistungen wieder stabilisieren. Auf einen achten Platz im Zweier- folgte ein vierter Platz im Viererbob. Bei den Europameisterschaften 2022 wurde er Sechster bzw. Vierter. Bei den Olympischen Winterspielen 2022 in Peking trat Hafer mit Matthias Sommer im Zweierbob und mit Sommer sowie Michael Salzer und Tobias Schneider im Viererbob an. Im Zweierbobrennen konnten Hafer und Sommer trotz Defizite beim Start etwas überraschend bei einem deutschen Dreifachsieg die Bronzemedaille gewinnen. Mit dem Vierbob verpassen die Hafer-Crew wenige Tage später als Viertplatzierte nur knapp eine weitere Medaille und damit einen vollkommenen Triumph der deutschen Bobmänner bei diesen Olympischen Spielen.

### National
Hafer nahm zwischen 2011 und 2018 mehrfach an Deutschen Juniorenmeisterschaften teil, konnte dort aber nie eine Medaille gewinnen. Anders bei den Deutschen Meisterschaften; 2014 gewann er im Viererbob in Winterberg seine erste Bronzemedaille. 2017 fuhr er am Königssee auf den zweiten Platz im Viererbob, 2018 wurde er in Winterberg Zweiter im großen und Dritter im kleinen Bob. 2019 gewann er in Altenberg im Vierer seinen ersten Titel und wurde Vizemeister im Zweier. 2020 wurde er am Königssee Doppelmeister.

## Auszeichnungen
- 2022: Silbernes Lorbeerblatt[8]

## Privates
Hafer lebt in Bad Feilnbach. Durch seine Spitzensportförderung bei der Bayerischen Polizei kam er 2014 auch zur Polizeiausbildung und ist seit 2018 Polizeimeister.